# Торгованов, Павел Иванович
Павел Иванович Торгованов (1904, Вологодская губерния — 1955, Вологда) — советский хозяйственный, государственный и политический деятель.

## Биография
Родился в 1904 году в деревне Рогозкино. Член ВКП(б).
С 1922 года — на хозяйственной, общественной и политической работе. В 1922—1955 гг. — студент Вологодского медицинского училища, фельдшер в городе Сокол, в РККА, студент Военно-медицинской академии в Ленинграде, хирург Вологодской областной больницы, главный врач Вологодского областного онкологического диспансера.
Избирался депутатом Верховного Совета СССР 4-го созыва.
Умер в 1955 году в Вологде.